# Acatlán, Tamaulipas
Acatlán är en ort i Mexiko.   Den ligger i kommunen Güémez och delstaten Tamaulipas, i den centrala delen av landet, 500 km norr om huvudstaden Mexico City. Acatlán ligger 192 meter över havet och antalet invånare är 205.
Terrängen runt Acatlán är platt. Runt Acatlán är det glesbefolkat, med 11 invånare per kvadratkilometer. Närmaste större samhälle är Guillermo Zúñiga, 8,9 km nordväst om Acatlán. Trakten runt Acatlán består till största delen av jordbruksmark.